# 배일환
배일환 (裵日煥, 1988년 7월 20일~ )은 대한민국의 전직 축구 선수 출신 축구 지도자이다. 현역 시절 포지션은 공격수였다. 현재 부산 아이파크 스카우트를 맡고 있다.

## 클럽 경력
2009년 단국대학교를 U리그 우승으로 이끌며 대회 최우수선수상을 수상하였다.
이후 2011 K리그 드래프트에서 2순위로 뽑혀 제주 유나이티드에 입단하였으나 2011 시즌 리그 1경기 출전에 그친 채 시즌을 마감해야 했다. 하지만 2012 시즌에는 리그 개막전에 깜짝 선발로 출전하여 데뷔골을 성공시킨 것을 시작으로 3라운드에서는 광주 FC를 상대로 멀티골을 터뜨렸다. 이후 2골을 추가하며 리그 40경기에 나서 5골 2도움을 기록하였다. 2014 시즌 종료 후 병역 의무 이행을 위해 상주 상무에 입단하였다. 2016년 4월 팀 훈련 도중 십자인대 파열 부상을 입었으며, 6월 7일 의병 전역 판정을 받고 전 소속팀 제주로 복귀하였다.
십자인대 파열 이후 좀처럼 몸상태를 끌어올리지 못한 배일환은 매년 주전 경쟁에서 밀려났다. 2018년 11월 8일 배일환은 현역 선수 생활을 마무리짓고 은퇴할 것임을 발표했다. 은퇴 이후 유소년 지도자로 거듭나기를 목표로 한다고 밝히기도 했다.

## 지도자 경력
2019년, 제주의 U-18팀 코치로 선임되었다.
2021년 11월, 단국대학교 코치로 부임했다.
2023 시즌을 앞두고 부산 아이파크의 스카우트로 부임하였다.

## 수상

### 클럽

#### 상주 상무
- K리그 챌린지
  - 우승 1회 : 2015

### 개인
- 2009 대한축구협회 U리그 최우수선수상 1회 (2009)